# Holcatzín
El holcatzín es un licor típico de la península de Yucatán, en México, a base de capulines (un tipo de fruta local parecido a la cereza) macerados en aguardiente de caña.
En Campeche también es conocido como «holgatzín» o simplemente «licor de capulín».